# Samuel ibn Tibon
Samuel ibn Tibon (hebreu: שמואל בן יהודה אבן תבון, Xemuel ben Yehudà ibn Tibon‎; àrab: ابن تبّون, Ibn Tibbūn) (c. 1150, Lunèl, Llenguadoc - c. 1230, Marsella) fou un filòsof i metge jueu conegut per les seves traduccions de literatura rabínica jueva de l'àrab a l'hebreu.

## Biografia
Va rebre una educació jueva a la literatura rabínica del seu pare Judà ben Saül Ibn Tibbon i altres mestres a Lunèl li va ensenyar sobre la medicina, l'àrab i el coneixement secular de la seva edat. Més endavant en la seva vida, va viure en diverses ciutats del sud de França (1199 a Besiers, 1204 a Arle) i va viatjar a Barcelona, Toledo, i fins i tot a Alexandria (1210-1213). Finalment es va instal·lar a Marsella. Després de la seva mort, el seu cos va ser transportat al Regne de Jerusalem, i fou enterrat a Tiberíades.

## Escrits originals
Va compondre en 1213, a bord, quan tornava d'Alexandria, Beür me-ha-Mil·lot ha-Zarot, una explicació dels termes filosòfics de la Guia de perplexos de Maimònides.
En acabar la seva traducció a l'hebreu de la Guia (que originalment estava en àrab), va escriure un glossari en ordre alfabètic de les paraules estrangeres que s'havia utilitzat en la seva traducció. A la introducció al glossari es divideix a aquestes paraules en cinc classes:
1. Paraules preses principalment de la llengua àrab;
2. Paraules rares que ocorren en la Misnà i la Guemarà;
3. Verbs hebreu i adjectius derivats de substantius, per analogia amb l'àrab;
4. Homònims, es fa servir amb un significat especial, i
5. Paraules als nous significats que es dona per analogia amb l'àrab.